# Almaçajide (sítio arqueológico)
Almaçajide (em sabeu: Maʿrabum em árabe: المساجد‎, translit. almusajd) é um sítio arqueológico do período da antiga Arábia do Sul-Sabá, que fazia fronteira com o antigo Reino de Catabã através do Uádi Aljuba.  Está localizado aproximadamente a 27 km na direção sul-sudoeste de Ma'rib. 

## História
Este antigo local se iniciou com as atividades de construção de um templo pelo mucarribe sabeu Iadail Dari I, que reinou por volta de 690-650 a.C. que recebeu o nome de m'rbm. Ao seu redor, construiu fortificações, que são repetidamente referidas como Murade.  Duas inscrições encontradas no local foram catalogadas pelo Repertório de Epigrafia Semítica como RES 3949 e RES 3950 ( e que eram as mesmas antigas inscrições adquiridas por Eduard Glaser em 1888 d.C., respectivamente Gl 1108e Gl 1109). As duas pedras com os textos monumentais de Glaser pertenciam a duas arquitraves de dois portais a RES 3949 estava no portal externo que era entrada principal para o tênemo (lugar sagrado) vindo do sudoeste, a RES 3950 estava no portal interno que dava acesso para o pátio do santuário. Atualmente os textos estão fragmentados e foram reciclados como blocos de alvenaria de calcário em edifícios localizados no Uádi Aljuba 

## Inscrições
Os dois textos iniciam com a formulação Iadail Dari, filho de Sumuali, mucarribe de Sabá, seguida de um de dois verbos bny que significa construiu ou gn’ “fechou com um muro”. Os textos continuam com o nome do edifício, m'rbm, templo de Almacá seguido de diferentes eventos indicando o ímpeto da dedicatória. Fora o uso do verbo bny no lugar de gn’ o conteúdo da formulação de RES 3949 é idêntica na estrutura e de igual significando a um texto recentemente re-exumado de Marã Bilquis. 
Jacqueline Pirenne, especialista em idiomas semíticos, usou as inscrições encontradas no local para determinar como a representação visual das antigas letras do sul da Arábia mudou com o tempo. 